# Moixent
Moixent (castellà: Mogente, oficialment Moixent/Mogente) és una població del País Valencià a la comarca de la Costera.
Limita amb La Font de la Figuera i Vallada (a la mateixa comarca), i amb Enguera (Canal de Navarrés), Fontanars dels Alforins i Ontinyent (a la comarca de la Vall d'Albaida).

## Geografia
La localitat és a la vora del riu Cànyoles, en el sector oriental de la comarca i als peus de la Serra Grossa. Des de València, per carretera, s'hi accedix a través de l'A-7. També compta amb estació de ferrocarril de la línia de rodalia C-2 de València.

## Història

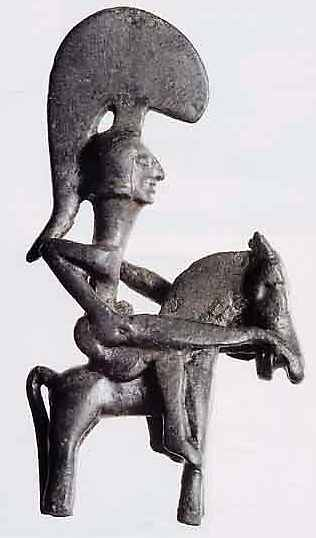
El guerrer íber de Moixent, conservat al Museu de Prehistòria de València.

### El poblat iber
En la partida de la Bastida de les Alcusses es troba el major jaciment ibèric del País Valencià: es tracta d'un poblat emmurallat on s'estima van viure unes 1000-1200 persones. Situat a 714 metres d'altura, va ser declarat Monument Històric-Artístic en 1931.
S'estima que el poblat va ser violentament destruït entorn del 330 aC, probablement a causa d'alguna acció bèl·lica. És el poble de Dani. El xic

### Elguerrer de Moixent
En el recinte del poblat es va trobar en 1931 una figureta ibèrica de bronze que representa un guerrer a cavall, datada en el segle V o IV abans de Crist, anomenada comunament com el "guerrer de Moixent". Peça de bronze de fosa, s'ha interpretat com una escultura funerària que podria servir al difunt en la transició a l'altra vida, o bé com agraïment pels favors concedits, motius els dos de caràcter religiós.
La peça original pot visitar-se en el Museu de Prehistòria de València.

### La vila cristiana
Les primeres dades de l'existència d'un nucli de població a Moixent es remunten a l'època musulmana.
Moixent va ser conquistada als àrabs per tropes castellanes comandades per l'infant Alfons, futur Alfons X el Savi, la qual cosa va provocar nombroses tensions amb la Corona d'Aragó pel fet d'incomplir el tractat de Cazorla. Finalment, pel tractat d'Almizra (1244), Moixent va passar a les mans de Jaume I d'Aragó.
La localitat va ser repoblada per 200 famílies cristianes el 1303 per en Gonçal Garcia, conseller del rei Jaume II. L'any 1393 el senyor del lloc i castell de Moixent era en Pere Maça de Liçana.
Pel que fa a l'edat moderna, cal dir que segons el Cens de Caracena, l'any 1609 Moixent tenia 360 cases, que havien pujat a 800 a finals del segle xviii, segons les Observaciones, la coneguda obra de Cavanilles.

## Demografia
| Habitants | 4.333 | 4.187 | 4.053 | 3.745 | 3.812 | 3.792 | 3.713 | 3.710 | 3.976 | 4.070 | 4.269 | 4.542 | 4.646 | 4.326 |

## Economia
A principis del segle xix produïa blat, ordi, dacsa, oli, garrofes i verdures, a més tenia una fàbrica de vi, sis molins fariners i tradicional indústria cistellera; a hores d'ara la indústria del moble, l'agricultura i el sector serveis són la base de la seua economia. Hi ha un celler, on s'elaboren vins ecològics, que es pot visitar, observar el procés d'elaboració dels mateixos i, fins i tot, tastar-los i adquirir-los, i bodegues on s'elaboren vins de gran qualitat, que a poc a poc van adquirint renom i una important quota de mercat.

## Política i govern

### Composició de la Corporació Municipal
El Ple de l'Ajuntament està format per 11 regidors. En les eleccions municipals de 26 de maig de 2019 foren elegits 6 regidors del Partit Socialista del País Valencià (PSPV-PSOE), 3 de Ciutadans - Partit de la Ciutadania (Cs) i 2 del Partit Popular (PP).
| Eleccions municipals de 26 de maig de 2019 - Moixent                                                                          |                                          |                                     |                                     |        |          |          |
| Candidatura | Candidatura                              | Candidatura                         | Cap de llista                       | Vots   | Vots     | Regidors |
| | Partit Socialista del País Valencià-PSOE |                                     | Guillermo Jorques Lladosa           | 1.336  | 49,26%   | 6 (+1)   |
| | Ciutadans - Partit de la Ciutadania      |                                     | Teófilo Fito Martí                  | 727    | 26,81%   | 3 (+2)   |
| | Partit Popular                           |                                     | Óscar Vaquerizo Molla               | 627    | 23,12%   | 2 (-3)   |
| | Vots en blanc                            |                                     |                                     | 22     | 0,81%    |          |
| Total vots vàlids i regidors                                                                                                  | Total vots vàlids i regidors             | Total vots vàlids i regidors        | Total vots vàlids i regidors        | 2.712  | 100 %    | 11       |
| | Vots nuls                                | Vots nuls                           | Vots nuls                           | 28     | 1,02%    |          |
| Participació (vots vàlids més nuls)                                                                                           | Participació (vots vàlids més nuls)      | Participació (vots vàlids més nuls) | Participació (vots vàlids més nuls) | 2.740  | 79,01%** |          |
| Abstenció | Abstenció                                | Abstenció                           | Abstenció                           | 728*   | 20,99%** |          |
| Total cens electoral | Total cens electoral                     | Total cens electoral                | Total cens electoral                | 3.468* | 100 %**  |          |
| Alcalde: Guillermo Jorques Lladosa (PSPV) (15/06/2019) Per majoria absoluta dels vots dels regidors (6 vots de PSPV)          |                                          |                                     |                                     |        |          |          |
| Fonts: JEC, JEZ Xàtiva, M. Interior, Periòdic Ara. (* No són vots sinó electors. ** Percentatge respecte del cens electoral.) |                                          |                                     |                                     |        |          |          |

### Alcaldes
Des de 2019 l'alcalde de Moixent és Guillermo Jorques Lladosa del Partit Socialista del País Valencià (PSPV-PSOE).
| Període                       | Alcalde o alcaldessa          | Partit polític | Data de possessió | Observacions |
| ----------------------------- | ----------------------------- | -------------- | ----------------- | ------------ |
| 1979–1983                     | Pascual Palmer Carreres       | PSPV-PSOE      | 19/04/1979        | --           |
| 1983–1987                     | Pascual Palmer Carreres       | PSPV-PSOE      | 28/05/1983        | --           |
| 1987–1991                     | Vicent Francés Torres         | PSPV-PSOE      | 30/06/1987        | --           |
| 1991–1995                     | Vicent Francés Torres         | PSPV-PSOE      | 15/06/1991        | --           |
| 1995–1999                     | Vicente Juan Rodríguez Benito | PP             | 17/06/1995        | --           |
| 1999–2003                     | Vicente Juan Rodríguez Benito | PP             | 03/07/1999        | --           |
| 2003–2007                     | Vicente Dubal Bon             | PP             | 14/06/2003        | --           |
| 2007–2011                     | Vicente Dubal Bon             | PP             | 16/06/2007        | --           |
| 2011–2015                     | Vicente Dubal Bon             | PP             | 11/06/2011        | --           |
| 2015–2019                     | Teófilo Fito Martí            | C's            | 13/06/2015        | --           |
| 2019-2023                     | Guillermo Jorques Lladosa     | PSPV-PSOE      | 15/06/2019        | --           |
| Des de 2023                   | Guillermo Jorques Lladosa     | PSPV-PSOE      | 17/06/2023        | --           |
| Fonts: Generalitat Valenciana |                               |                |                   |              |

## Monuments

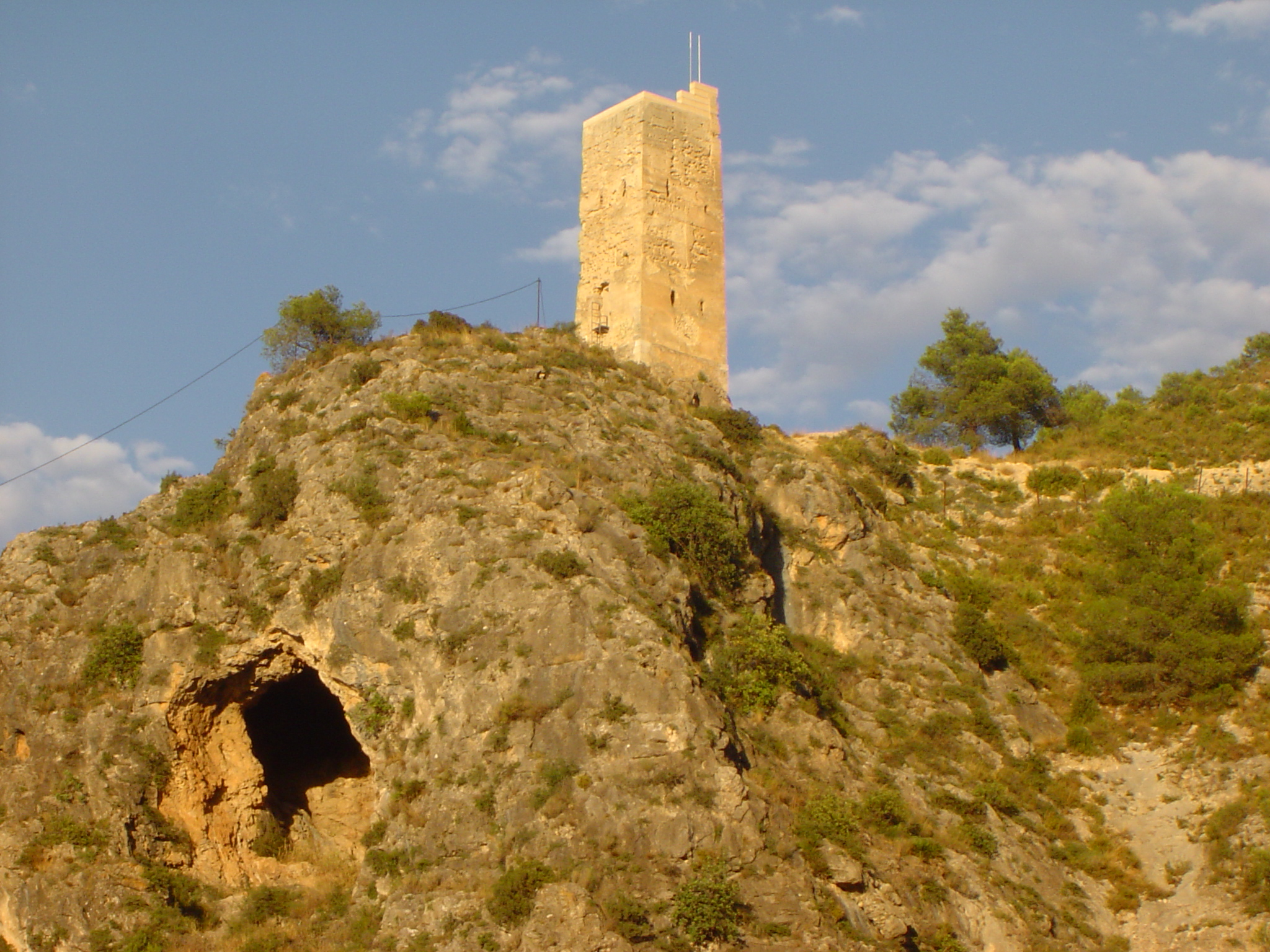
Torre del Coloms

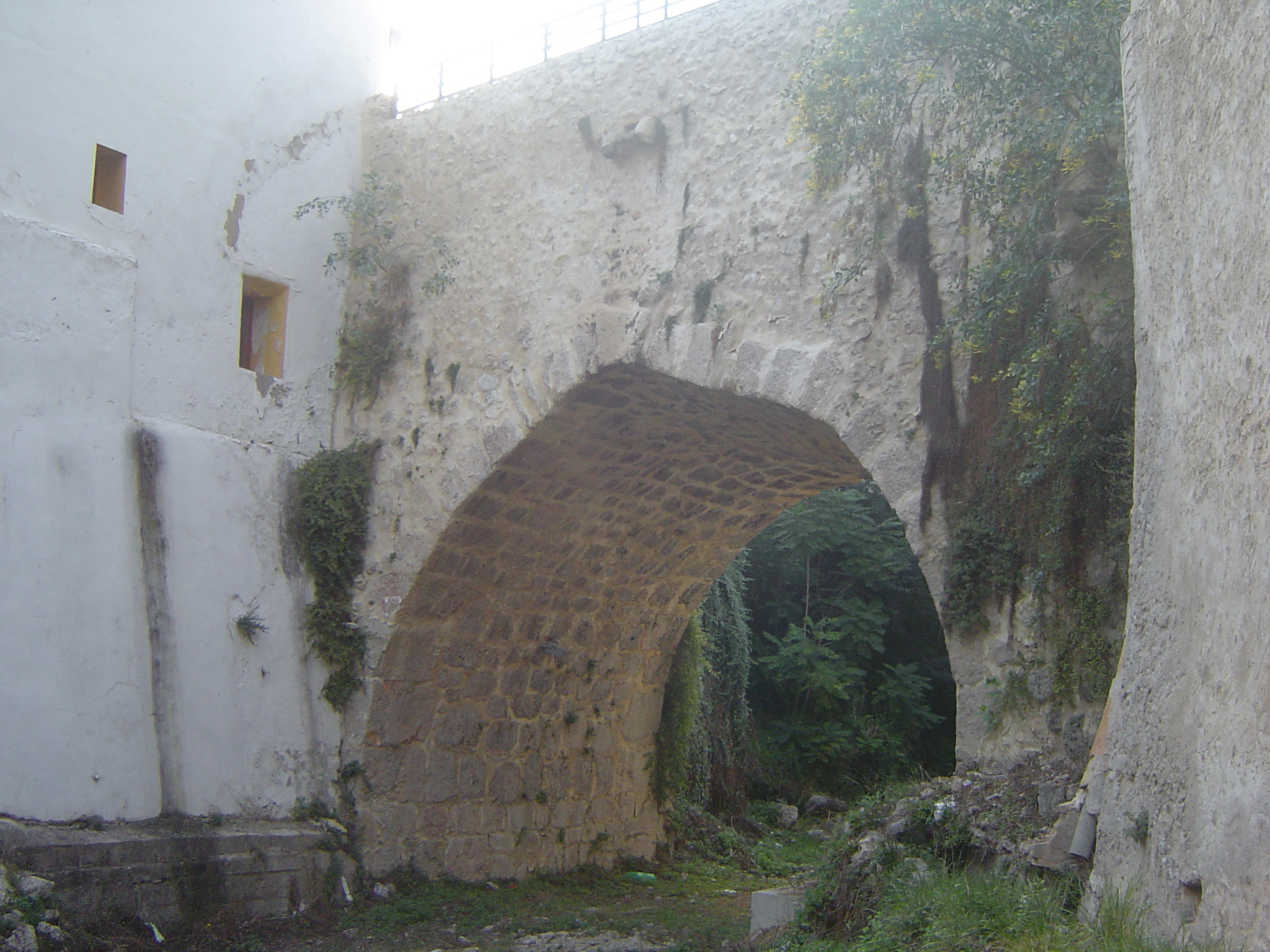
Pont romà

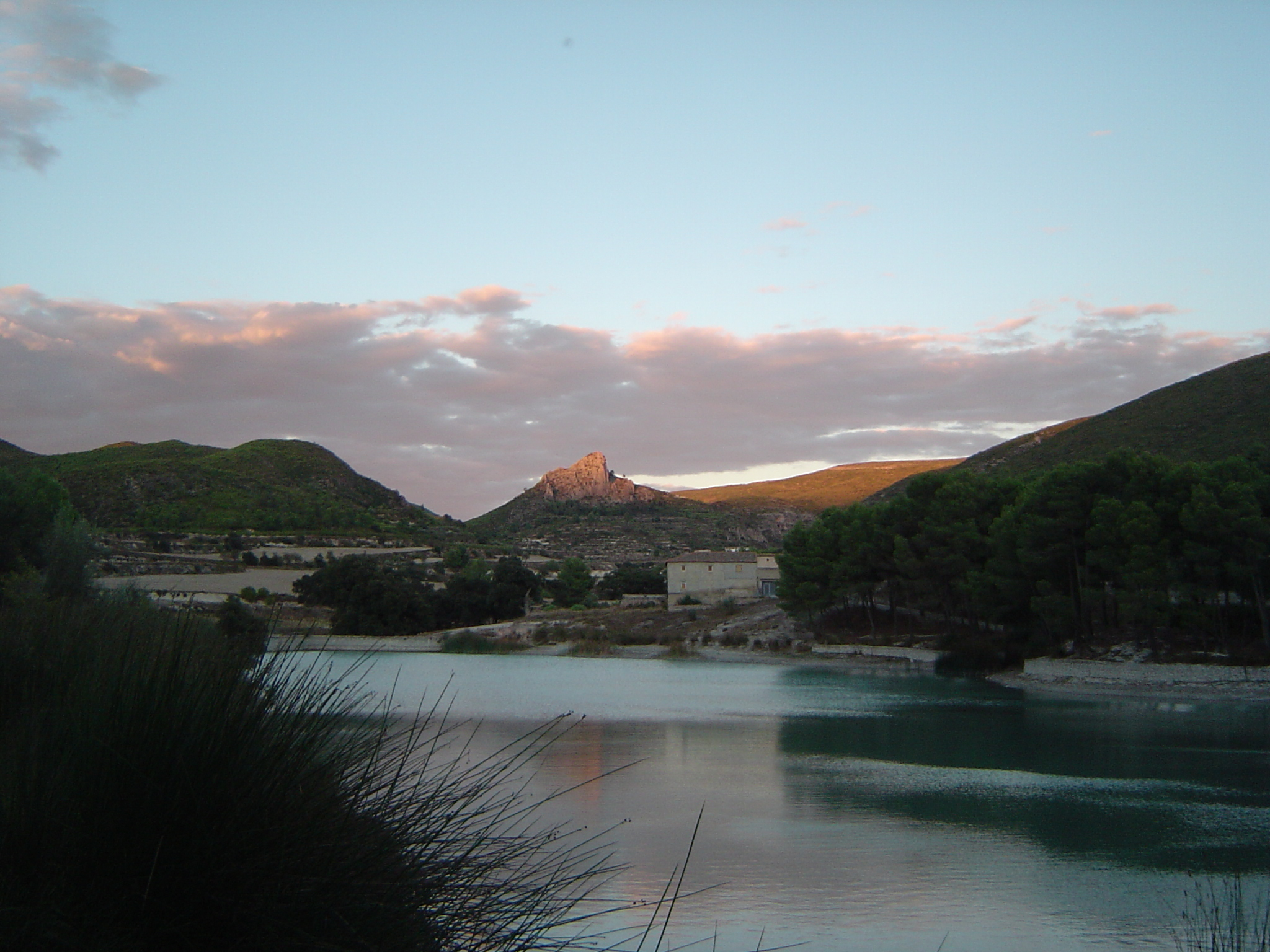
Presa del Bosquet

- Castell de Moixent. D'època almohade, de finals del segle xii, destaca la presència de diverses torres amb almenares, així com altra aïllada i més alta, la Torre de Coloms, un monument emblemàtic de Moixent.
- Castell de Garamoixent. També musulmà. Poc documentat i en estat ruïnós.
- Bastida de les Alcusses. Poblat ibèric del segle iv aC declarat en 1931, per la importància de les troballes i per la seua conservació, Monument Històric. La peça més important trobada és l'universalment conegut Guerrer de Moixent, que es pot veure al Museu de Prehistòria de València. Hi funciona com a aula didàctica una reproducció d'una casa ibera que dona una idea aproximada de com era la vida quotidiana llavors.
- Corral de Saus. Necròpoli del poblat contigu, Castellaret de Baix. S'hi han trobat tombes amb formes curioses com ara La Sirena o Les Dametes i importants aixovars funeraris alguns dels quals es poden observar en el Museu Municipal d'Arqueologia.
- Embassament del Bosquet. És un embassament que se situa en la Serra Grossa. Va ser construïda en el segle xviii i és fruit de les idees renovadores que van afectar les obres hidràuliques i a la racionalització agrícola, pròpies de la política il·lustrada de Carles III.
- Església de Sant Pere Apòstol. Constuida de l'any 1881 al 1889. La Primera Pedra va ser col·locada el 25 de març de 1881 i el dia 23 de setembre de 1889 es van beneir les obres de l'Església ja acabada. En 1964 es va consagrar l'Altar Major i el 9 de setembre de 1989 es van consagrar les parets, donant així final a la Consagració de l'Església. Posseïx un Campanar en agulla que alberga huit campanes i una matraca; rosetó envidrat estil neogòtic. El seu esvelt campanar convina molt bé amb les dos Cúpules situades una de grans dimensions i grans finestrals en el creuer de la nau central inundant tota l'Església, i l'altra en la Capella del Santíssim Sagrament. En el seu interior podem observar: vidrieres amb motius religiosos, medallons en la nau central, púlpit estil romà d'Orient, retaules representant el Viacrucis, pintures murals de Salvador Gil, imatges molt notables de Virgilio Sanchis Sanchis (natural de Moixent), Enrique Bellido i Pio Mollar. Capella del Santíssim Sagrament construïda en 1917. I la Capella de les Santes Relíquies que alberga Relíquies dels primers màrtirs de l'Església Romana portades al Convent de Sant Antoni de Padua Moixent pel Pare Cristóbal Moreno del Camino (1520-1603), insigne moixenti, i que en 1835 van ser traslladades des del suprimit Convent de franciscans a l'Església de Sant Pere Apòstol. A més la Capella de les Santes Relíquies posseïx un Retaule procedent de l'anterior Església.
- Pont romà de la Cadena.
- Font de Villapetorro. Centenària. D'aigües terapèutiques.
- Museu Pare Moreno (Capella que queda del Convent dedicat a Sant Antoni de Padua). Segle XVI, fundat pel moixenti franciscà Cristóbal Moreno. Des de 2007 és Museu Pare Moreno i alberga peces vincules al Convent.
- Ermita del Santíssim Crist del Mont Calvari. Beneïda l'any 1899, reconstruïda en 1955. En una gruta del Calvari hi ha en una cova la imatge de la Verge Milagrosa. Al costat hi ha les restes de l'aqüeducte d'un antic molí fariner.

## Llocs d'interés
- El Bosquet. És el paratge més emblemàtic del municipi, d'interés turístic tant per les seues vistes com per la presència d'un llac artificial, que arreplega les aigües dels barrancs de la zona gràcies a dos murs de contenció que van ser construïts a finals del segle xviii. Des del poble s'arriba al Bosquet per un angost i bell barranc. Allà es mescla la bellesa arquitectònica de l'embassament amb un entorn natural i apte per a practicar esports aquàtics, senderisme, bicicleta de muntanya, fúting, etc.
- El Regolf. És un paratge molt pròxim a la població, entre xops i arbres fruiters, ideal per a passejar. S'hi troba una font d'aigua fresca .
- Corredor verd. Té un traçat de diversos quilòmetres que coincidix amb l'antiga via del tren. Travessa quasi tot el terme municipal fins a arribar al baixador de La Parella, ja en desús.
- Barranc de la Fos. Un dels barrancs més angosts i bells del terme municipal. Destacar les pintures rupestres, coves, cingles, rierols, etc.
- Cova de Patas. No molt profunda, però espectacular per les seues estalactites, és ideal per a iniciar-se en el món de l'espeleologia.

## Festes i celebracions
- Setmana Santa. Les diferents confraries de caputxins celebren processons i actes religiosos.
- Pasqua i Sant Vicent. És tradicional anar al Bosquet a menjar la llonganissa amb "mona", saltar a la corda i volar els estels.
- Sant Abdó i Sant Senént. El tercer cap de setmana d'agost se celebra altra festa de gran tradició en la Casa Rabosa, en honor dels Sants de la Pedra. El dissabte hi ha "bous al carrer" i revetlla, i el diumenge Missa Solemne i processó. Els actes religiosos des de l'any 2003 se celebren en l'església Parroquial
- Festes Patronals. Se celebren l'última setmana completa d'agost, en honor del Santíssim Crist del Calvari i de les Santes Relíquies. Se celebren processons i tot tipus d'actes festius. Els actes més emotius són les entrades i presentacions de les reines de les festes i els actes religiosos.
- Festes del Arrabal. Primer cap de setmana d'agost, dedicat a la Mare de Déu dels Àngels. Fan ball al carrer divendres i dissabte a la nit. I diumenge, missa i bous al carrer.
- Festes de Moros i Cristians. Encara que hi té poca tradició, se celebra el segon cap de setmana de novembre, en honor de la Verge Milagrosa.
- Mig any de Moros i Cristians. Primer cap de setmana de maig.
- Sant Pere. 28 i 29 de juny, festa del patró del poble i Titular de l'església parroquial.
- Durant la major part dels caps de setmana de juliol, alguns barris i carrers del poble fan festes: Santa Anna, La Bastida, l'Escalinata...
- Per a finalitzar l'estiu, a setembre, se celebren les festes del Carrer Villa Maria, conegut a "les torretes".
- Nit de cap d'any. Hi ha tradició de menjar-se el raïm a la Plaça Major amb els tocs del Campanar, i durant tota la nit la gent va disfressada.

## Fills il·lustres
- Joan Josep Pérez Benlloch (Moixent, 1936) és un periodista.